# Història de San Marino

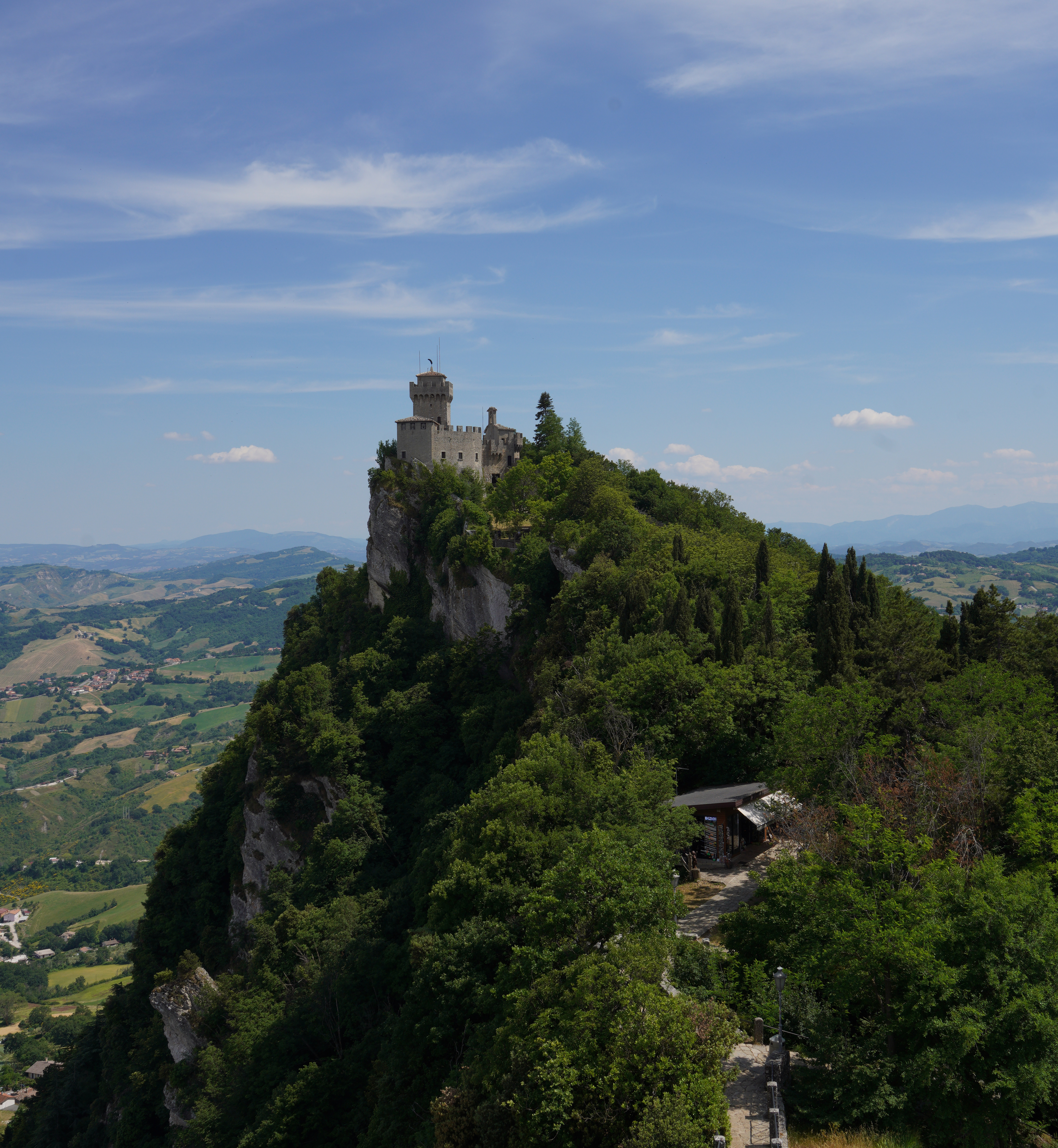
Castell de la Cesta o Fratta, a San Marino

San Marino, el tercer estat més petit del món, també és la república més antiga. D'acord amb la tradició, va ser fundat l'any 301 quan un picapedrer cristià anomenat Marí el Diaca va deixar l'illa de Rab per escapar de la política anticristiana de l'emperador romà Dioclecià. Marí es va amagar al cim del mont Titano, el més alt dels set que té San Marino i hi va fundar una petita comunitat cristiana. La propietària del terreny, una compassiva dona de Rímini, els va deixar en herència el territori.
El que està demostrat és que el lloc ha estat habitat des temps prehistòrics, encara que l'existència documentada de la república comença al segle x. En memòria del picapedrer, la zona es va anomenar Territori de San Marino, després Comunitat de San Marino, fins que se li va donar el nom oficial: República de San Marino.
En temps dels llombards San Marino estava enquadrat en el ducat de Spoleto.
El govern estava compost per una assemblea anomenada Arengo, que n'incloïa tots els caps de família. El 1243, s'hi establí la figura del capità regent (Capitani Reggenti en plural) per actuar com a cap d'estat. Les primeres lleis daten de 1263. El Vaticà, amb el seu papa Nicolau IV al capdavant, va reconèixer la independència de San Marino el 1291.
El territori de la república consistia únicament en la muntanya de Titano fins que s'alià amb Federico da Montefeltro i Pius II contra Sigismondo Pandolfo Malatesta, senyor de Rímini per recuperar les terres de la Marca d'Ancona de què s'havia apoderat. Amb la victòria de la coalició a la batalla del Cesano el Pius II va cedir a San Marino les ciutats de Fiorentino, Montegiardino i Serravalle, i aquell mateix any la ciutat de Faetano es va unir a la república per la seva pròpia voluntat. Des de llavors, la superfície de la república ha romàs invariable.
San Marino va redactar una constitució el 8 d'octubre de 1600.

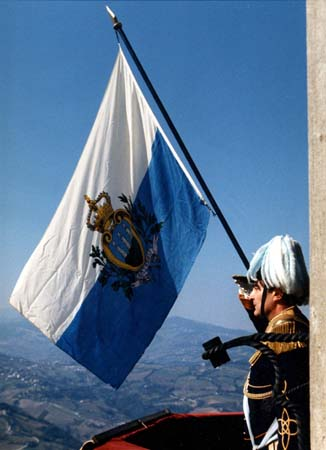
Un guàrdia del Consell Gran i General (Consiglio Grande e Generale) saludant a la bandera de San Marino

La "Sereníssima República" ha estat ocupada militarment tres vegades en tota la seva història, tot i que durant breu temps:
- El 1503, Cèsar Borja, va ocupar la república fins poc abans de morir uns mesos després.
- El 1739, el cardenal Alberoni va tornar a envair el petit estat, però la desobediència civil i les protestes davant del papa Climent XII per obtenir justícia van donar resultat.
- L'última ocupació del país va ocórrer el 1944. San Marino era neutral en la Segona Guerra Mundial, però, la Wehrmacht (exèrcit alemany) el va ocupar durant la seva retirada i va ser seguit pels aliats. Aquests últims només hi van romandre unes setmanes.

L'estat va ser reconegut per Napoleó el 1797 i en el congrés de Viena a 1815. A causa de la unificació de la península Itàlica, la independència de San Marino va haver de segellar-se amb un tractat al 1862 amb l'emergent República Italiana, que va ser revisat i corroborat el 1939 i 1971.
San Marino és l'única ciutat estat itàlica que encara sobreviu. Com Andorra, Liechtenstein i Mònaco, sembla un anacronisme de temps medievals, quan la jurisdicció d'una ciutat no anava més enllà de l'abast de les armes des de les muralles. Juntament amb el Vaticà és l'únic país europeu rodejat completament per un altre.
Des del 1945 fins al 1957, San Marino va ser governat per una coalició d'esquerres encapçalada per comunistes. Una altra coalició, aquesta vegada entre democristians socialdemòcrates, va arribar al govern des del 1957 fins al 1973.
D'aquí vindria un temps de governs de curta durada fins a 1978, quan els comunistes recuperarien el poder. A causa d'un escàndol financer, perderen el poder, però amb una aliança amb els democristians aconseguiren recuperar-lo el 1993 i 1998.
Va ingressar al Consell d'Europa com a membre de ple dret el 1988, i va presidir l'organització en la primera meitat de l'any 1990. A més es va convertir en membre de Nacions Unides al 1992, i va adoptar l'euro al 2001 com a moneda nacional, tot i no pertànyer a la Unió Europea.
Aquest país, amb la finalitat de disminuir la seva dependència de la República d'Itàlia, ha anat conformant una sèrie d'acords amb Suïssa en els camps polític, econòmic i social. Aquesta aliança ha obert el camí a un nou tipus de relacions diplomàtiques, pioneres en el segle xxi, però que recorden, vagament, les relacions internacionals de l'època medieval.